# Torpedokreuzer
Torpedokreuzer wurden nach 1880 als Torpedoboot-Abwehrfahrzeug entwickelt, die zum Teil auch als Torpedokanonenboot bezeichnet wurden. Sie waren mit mehreren Torpedorohren, Geschützen bis Kaliber 12 cm und Maschinenkanonen bewaffnet. Sie sollten die Hochseekampfflotte begleiten und vor Angriffen feindlicher Torpedoboote schützen. Wegen ihrer Wasserverdrängung von bis 1500 Tonnen wurden sie zum Teil auch als Flottenkreuzer oder Kreuzer 3. Klasse klassifiziert.

## Allgemeines
Vor allem in den Flotten von Österreich-Ungarn, Russland, Großbritannien, Frankreich, Italien und Japan waren Torpedokreuzer im Einsatz. Vergleichbare Schiffe in der deutschen kaiserlichen Marine und der französischen Marine wurden meist als Aviso bezeichnet.
Die erste Versenkung eines größeren Kriegsschiffs mit einem Torpedo mit Eigenantrieb gelang nicht einem Torpedoboot, sondern während des chilenischen Bürgerkrieges am 22. April 1891 dem Torpedokreuzer Almirante Lynch (713 t), der das Zentralbatterieschiff Blanco Encalada (3540 t) versenkte. Von sechs Torpedos traf einer das Schlachtschiff, das in weniger als zehn Minuten sank.
Offiziell als „Torpedkryssare“ wurden auch die fünf Schiffe der schwedischen Örnen-Klasse bezeichnet. Die in Schweden gebauten Schiffe kamen zwischen Mai 1897 und November 1900 in den Dienst der schwedischen Marine. Diese 800 t verdrängenden Schiffe waren 69 m lang und 8,2 m breit und erreichten bis zu 20,5 kn Höchstgeschwindigkeit. Sie waren mit zwei 120-mm- und vier 57-mm-Kanonen sowie einem Torpedorohr bewaffnet. Die Örnen und die Jacob Bagge blieben zuletzt als Kadettenschulschiffe bis 1947 im Dienst.

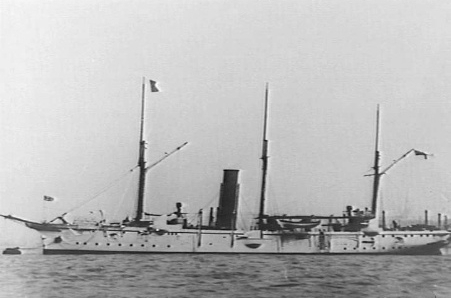
Torpedokreuzer HMS Archer vor China-Einsatz
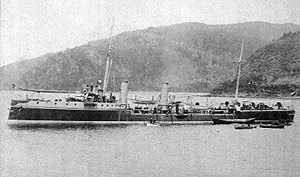
Die Almirante Lynch
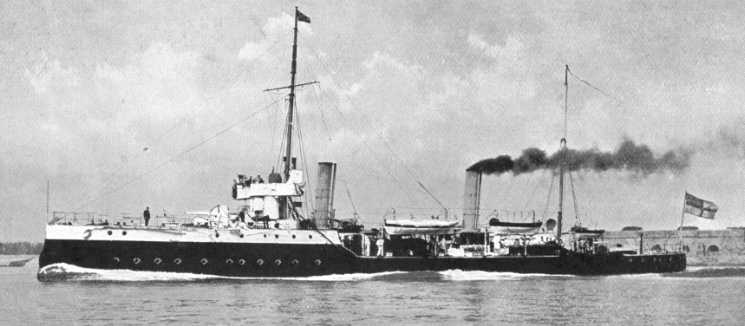
Die HMS Spanker der Sharpshooter-Klasse
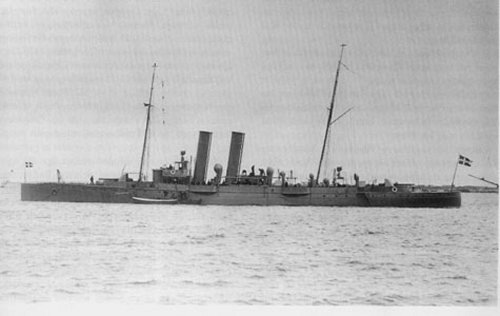
Die schwedische Örnen
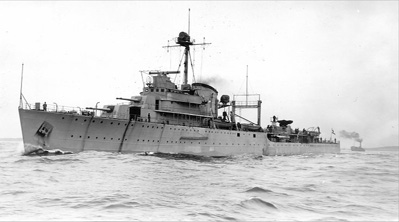
Die niederländische Tromp

Auf Grund des zunehmenden Einsatzes der schnelleren Torpedobootzerstörer ging die Bedeutung der Torpedokreuzer ständig zurück, so dass nach 1900 ihr Bau insbesondere für die großen Marinen aufgegeben wurde.

### Britische Torpedokreuzer undtorpedo gunboats
Die Royal Navy erhielt Torpedokreuzer der Scout-Klasse (1600 t, 17,6 kn) und der Archer-Klasse (1770 t, 17,5 – 18 kn, 8 Schiffe) und bestellte nach der HMS Rattlesnake (1886, 550 t) über 30 „torpedo gunboats“, insbesondere die 13 Boote der Sharpshooter-Klasse (1888/1891, 735 t), die elf der Alarm-Klasse (1892/1893, 810 t) und als letzte die fünf Boote der Dryad-Klasse (1893/1894, 1070 t).
Von der Sharpshooter-Klasse wurden zwei der Royal Indian Navy, zwei der australischen Station zugewiesen. Ab 1904 schieden die ersten Boote aus dem aktiven Dienst, fünf wurden 1908–1909 in Minensucher umgebaut und nahmen noch am Ersten Weltkrieg teil. Von der folgenden Alarm-Klasse schieden 1905 die ersten Boote aus, von dieser Klasse wurde 1909 sechs zu Minensuchern umgebaut. Unter diesen die HMS Speedy, der einzige Dreischornsteiner dieser Klasse, die bei John I. Thornycroft & Company mit Wasserröhrenkesseln gebaut wurde und als eines der Ursprungsschiffe der Torpedobootzerstörer gilt. Von der abschließenden Dryad-Klasse wurden vier bei Beginn des Weltkrieges ebenfalls Minensucher, nur HMS Hazard blieb U-Boot-Tender.

### Torpedokreuzer der k.u.k. Kriegsmarine
Die k.u.k. Kriegsmarine beschaffte unterschiedliche Fahrzeuge als Torpedokreuzer. Die ersten Torpedoschiffe der Kriegsmarine waren die zwischen 1881 und 1884 in Dienst gekommenen yachtähnlichen Schiffe SMS Zara, Spalato, Sebenico und Lussin, die noch für eine Hilfsbeseglung ausgerüstet waren. Im Laufe ihrer Dienstzeit als Kreuzer bezeichnet wurden die dann bei Armstrong in Elswick bestellten Torpedoschiffe Panther und Leopard, denen ein eigener Nachbau mit der Tiger folgte, die auch als Torpedorammkreuzer bezeichnet wurde. Diesen leichten Schiffen folgten die schwereren, auch in Triest gebauten Torpedo-Rammkreuzer A und B, die als Kaiser Franz Joseph I. und Kaiserin Elisabeth und typische Geschützte Kreuzer waren. Der folgende Torpedo-Rammkreuzer C wurde als Panzerkreuzer Kaiserin und Königin Maria Theresia fertiggestellt. Ab 1886 bestellte die Marine neben den üblichen Torpedobooten auch sieben kleine Torpedoschiffe (siehe Meteor-Klasse, Satellit, Magnet) von verschiedenen Herstellern und nach unterschiedlichen Plänen, die man international als Torpedokanonenboote bezeichnet hätte und Vorläufer der von der Marine erst ab 1905 beschafften Zerstörer waren.

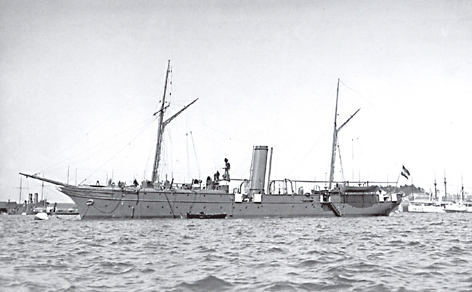
SMS Sebenico, 1882, 876 t
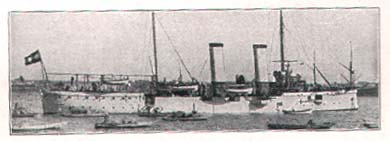
SMS Leopard, 1885, 1552 t
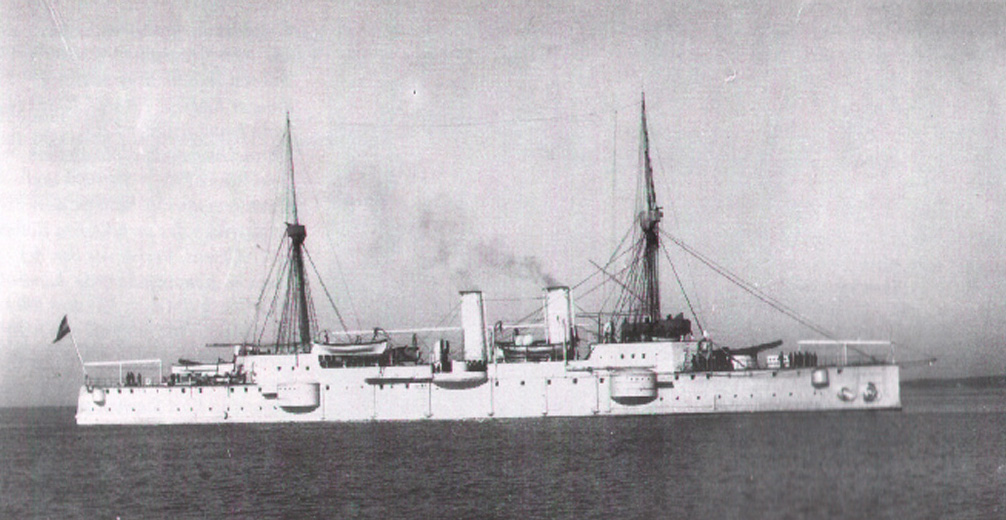
SMS Kaiserin Elisabeth, 1890, 4063 t
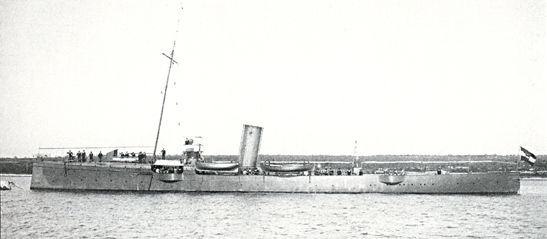
SMS Satellit, 1892, 529 t

### Russische Torpedokreuzer
Die ersten neun Torpedokreuzer der Kaiserlich Russischen Marine stießen in den Jahren 1889 bis 1897 zur Flotte. Es handelte sich um die 600 t große Leutnant Iljin und die für die Schwarzmeerflotte gebaute, ähnliche Kapitän Saken (742 t). Diesen beiden in Russland gebauten Einzelschiffen folgten sechs weitere Boote der Kasarski-Klasse von 430 t nach einem Schichau-Entwurf und schließlich die in Finnland gebaute Abrek von 535 t.
Schichau baute die drei ersten Boote (Kasarski, Wojewoda, Possadnik) in Elbing selbst, die Griden wurde in Nikolajew für das Schwarze Meer gebaut. Zwei der Boote, Wsadnik und Gaidamak, baute W. Crichton in Abo nach den deutschen Plänen. Diese beiden wurden 1894 als erste moderne Schiffe zur Verstärkung des Pazifischen Geschwaders, ab dem Mittelmeer von der Panzerfregatte Pamjat Asowa unterstützt, in den Fernen Osten verlegt und gingen in Port Arthur verloren. Die Japaner haben beide Boote gehoben und hielten sie bis 1914 als Makikumo und Shikinami in Dienst.

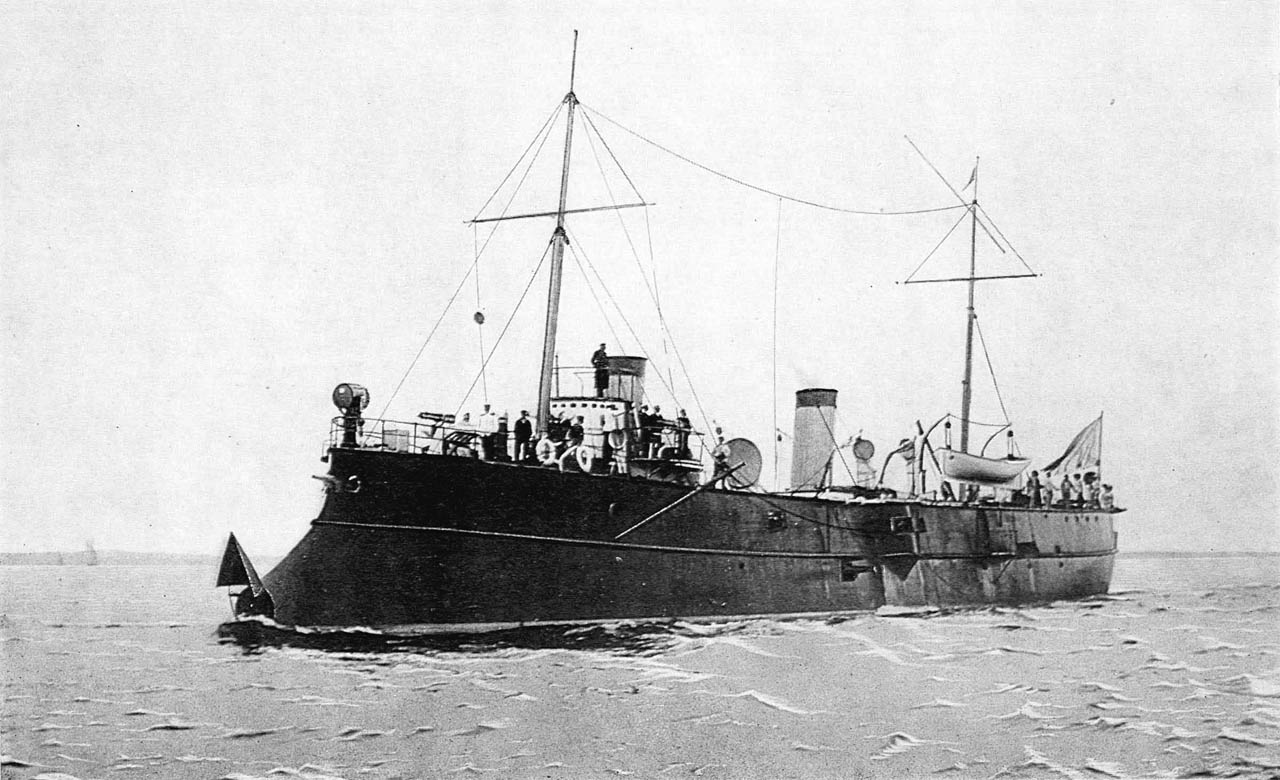
Der Torpedokreuzer Leutnant Iljin
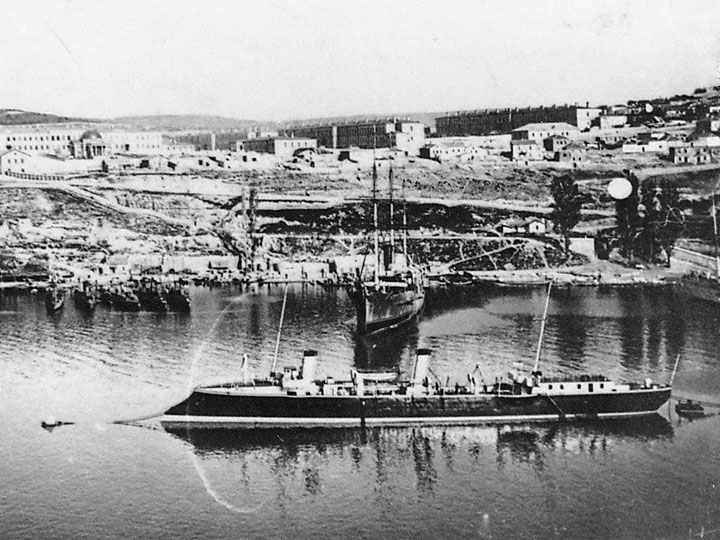
Die erste Kapitan Saken
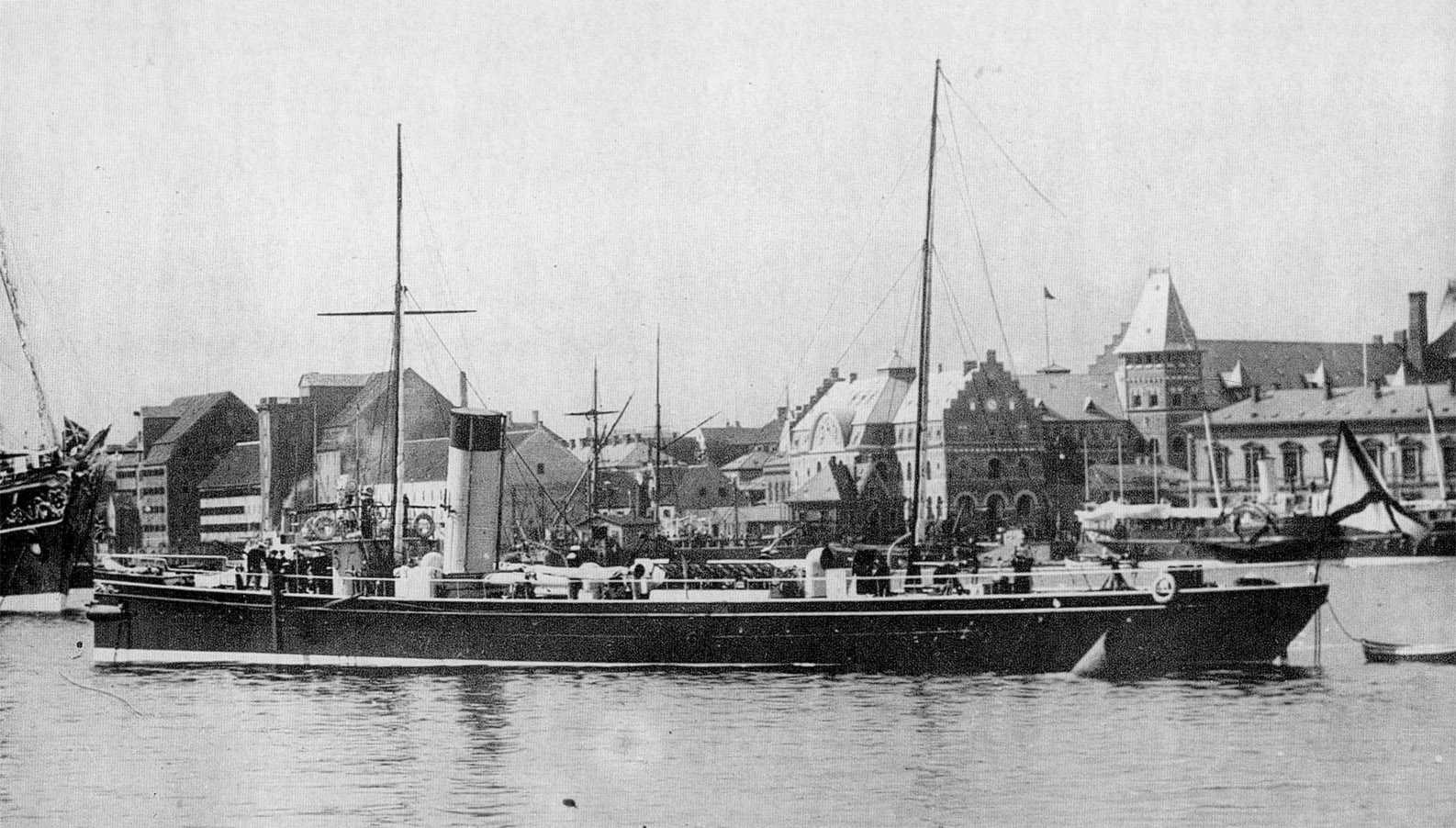
Die erste Gaidamak in Tallinn
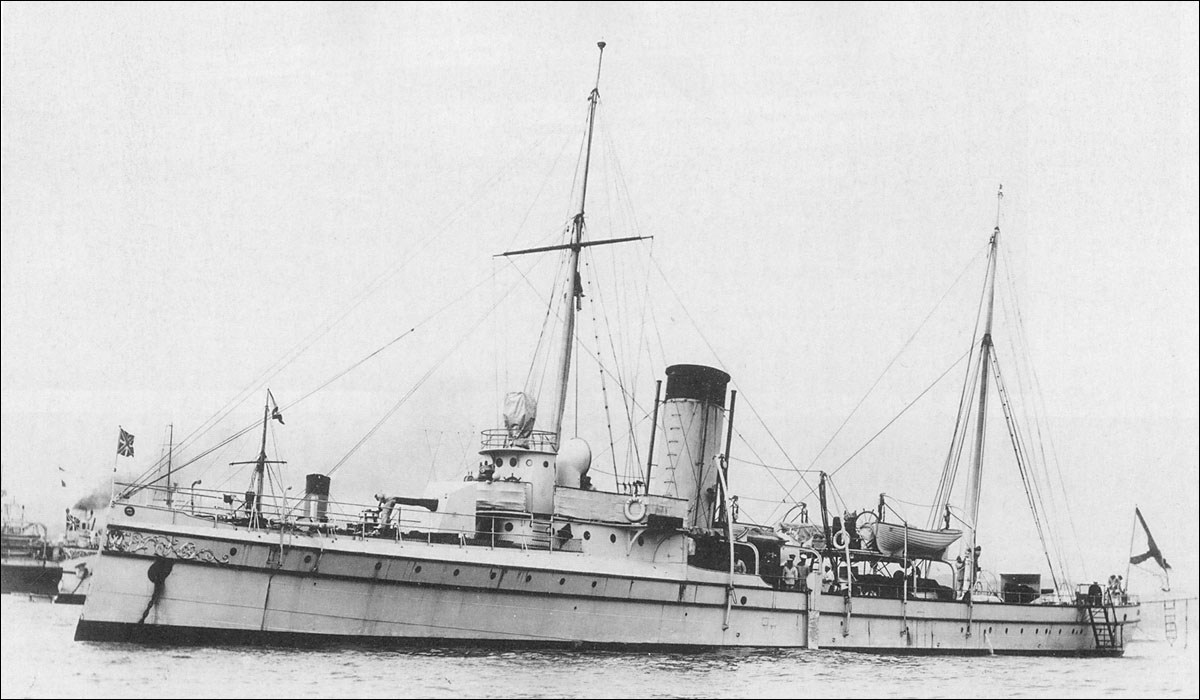
Der Torpedokreuzer Abrek in Toulon
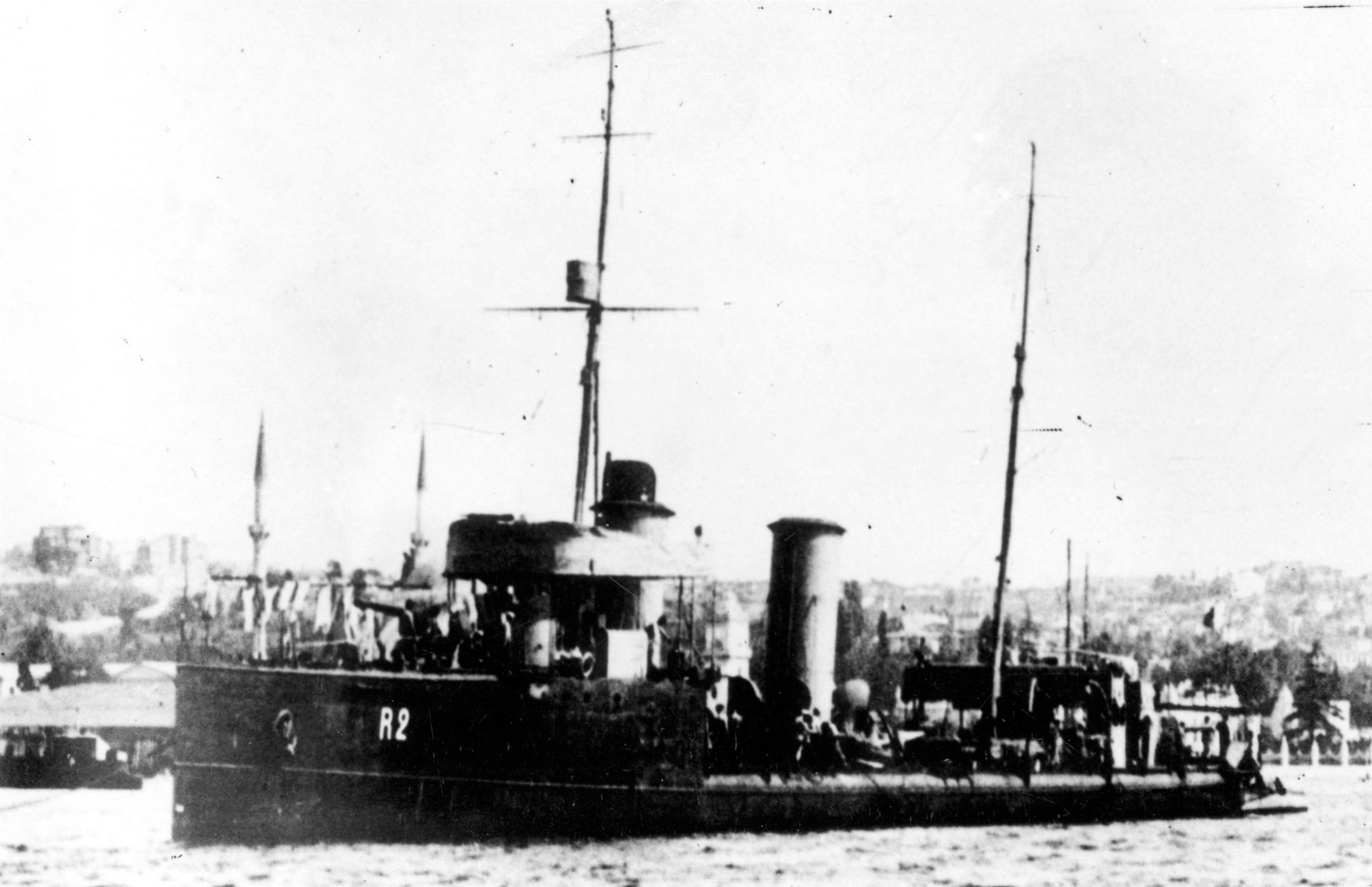
Die zweite Kapitän Saken der Lt. Schestakow-Klasse

Schon während des Russisch-Japanischen Krieges begann der Bau von 24 ähnlichen, über 600 t großen Zerstörern nach deutschen Plänen für die Kaiserlich Russische Marine. Bis zum 10. Oktober 1907 wurden diese ersten echten Zerstörer der Kaiserlich Russischen Marine als Torpedokreuzer (Минные крейсера) bezeichnet. Vulcan stand hinter den acht Zerstörern der Ukraina-Klasse und den vier in Finnland gebauten Zerstörern der Ochotnik-Klasse. Die Kieler Germaniawerft plante die vier Zerstörer der Wsadnik-Klasse, von denen sie zwei selbst fertigte und plante die vier ähnlichen Boote der Leutnant-Schestakow-Klasse für das Schwarze Meer. Die Emir-Bucharski-Klasse, die die Schichau-Werke konstruierten und für die sie Teile fertigten, wurden alle vier auf russischen Werften fertiggestellt. Schichau selbst lieferte die Nachbauten der kleineren Kit-Klasse. Die 20 Ostseeboote waren ab Mai 1905 bis 1907 alle als Torpedokreuzer in den Dienst gekommen. Die vier Schwarzmeerboote waren noch im Bau und kamen erst 1909 in den Dienst der Flotte.
Die 24 großen Zerstörer werden von russischer Seite auch als Dobrowolez-(Freiwilliger)-Klasse bezeichnet, was den Namen des beschaffenden Komitees zur Verstärkung der russischen Flotte durch freiwillige Beiträge aufnimmt.

## Weitere Beispiele
Torpedokreuzer:
- Panther, Leopard (Österreich-Ungarn)
- Tromp, Jacob van Heemskerck (Niederlande)

Kurz vor Ausbruch des Zweiten Weltkrieges stellte die Marine der Niederlande zwei auch als Torpedokreuzer (offiziell Flottieljeleider = Flottillenführer) bezeichnete Kampfschiffe in Dienst, die kleiner gebaut und schwächer gepanzert waren als die Leichten Kreuzer ihrer Zeit.
Die Bezeichnung Torpedokreuzer wird manchmal auch für die Großzerstörer gebraucht, die im Zweiten Weltkrieg zum Einsatz kamen.